# Proconobola dubia
Proconobola dubia är en insektsart som först beskrevs av Schmidt 1928.  Proconobola dubia ingår i släktet Proconobola och familjen dvärgstritar.
Artens utbredningsområde är Ecuador. Inga underarter finns listade i Catalogue of Life.